# Hirsholms grund
Hirsholms grund är en ö i Finland. Den ligger i Skärgårdshavet och i kommunen Pargas i den ekonomiska regionen  Åboland i landskapet Egentliga Finland, i den sydvästra delen av landet. Ön ligger omkring 45 kilometer sydväst om Åbo och omkring 190 kilometer väster om Helsingfors.
Öns area är 1,1 hektar och dess största längd är 230 meter i öst-västlig riktning.